# Левицкий, Роман Омельянович
Роман Омельянович Левицкий (род. 4 июля 1973, Червоноград, Львовская область, Украинская ССР) — белорусский футболист, полузащитник, тренер.

## Биография
Воспитанник СДЮШОР РЦФВиС (Минск). В 1991 году выступал за дубль минского «Динамо», команда стала бронзовым призёром последнего советского первенства дублёров. С 1992 года играл за «Динамо-2»/«Беларусь», стал победителем первого сезона первой лиги Беларуси. В сезоне 1992/93 дебютировал в высшей лиге, но сыграл только один матч, после чего покинул команду, ставшую бронзовым призёром сезона.
В 1993 году перешёл в «Молодечно» и провёл в клубе два сезона. Был причастен к наивысшему успеху команды — четвёртому месту в высшей лиге в сезоне 1994/95. В 1996 году провёл один матч за будущего чемпиона мозырский МПКЦ, также выступал за «Белшину» (Бобруйск), с которой стал бронзовым призёром чемпионата. В 1997 году выступал за минское «Торпедо», затем на сезон вернулся в «Белшину» и завоевал очередную бронзовую медаль в сезоне 1998 года. В 1999—2000 годах снова играл за минское «Торпедо» и стал финалистом Кубка Беларуси 1999/00.
В 2001 году играл за клуб первой лиги «Химик» (Светлогорск), в 2002 году стал победителем второй лиги в составе минского МТЗ-РИПО. В 2003 году играл в высшей лиге за клубы Минска — «Звезда-ВА-БГУ» и снова за «Торпедо», но не смог закрепиться в составе. Последний матч на профессиональном уровне провёл в 31-летнем возрасте за «Полоцк» во второй лиге.
Всего в высшей лиге Беларуси сыграл 160 матчей и забил 22 гола.
Выступал за молодёжную сборную Беларуси.
После окончания игровой карьеры работал тренером в клубах СКВИЧ и «Минск». В декабре 2012 года назначен главным тренером женской команды «Минска», под его руководством клуб победил в чемпионате и Кубке Беларуси 2013 и 2014 годов. По окончании сезона 2014 года оставил пост главного тренера, но продолжал работать в клубе до января 2019 года. По состоянию на 2019 год тренировал детские команды минского «Динамо».

## Достижения

### Как игрок
- Финалист Кубка Беларуси: 1999/00
- Бронзовый призёр чемпионата Беларуси: 1992/93, 1996, 1998
- Победитель первой лиги Беларуси: 1992

### Как тренер
- Чемпион Беларуси (жен.): 2013, 2014
- Обладатель Кубка Беларуси (жен.): 2013, 2014
- Обладатель Суперкубка Беларуси (жен.): 2014